# Hymn of the Nations
Hymn of the Nations ist ein US-amerikanischer Dokumentarfilm aus dem Jahr 1944. 

## Handlung
Vorgestellt wird der italienische Dirigent Arturo Toscanini in seinem Haus in New York. Er leitete das NBC Symphony Orchestra, ein Orchester des Senders NBC, das extra für Toscanini gegründet wurde. Toscanini dirigiert Hymne der Nationen von Giuseppe Verdi und die Ouvertüre aus La forza del destino. Es singt der Tenor Jan Peerce.

## Auszeichnungen
1945 wurde der Film in der Kategorie Bester Dokumentar-Kurzfilm für den Oscar nominiert.

## Hintergrund
Sprecher des Films war Burgess Meredith.
Den Film kann man sich im Internetportal Youtube ansehen.